# Giannina Arangi-Lombardi
Giannina Arangi-Lombardi (Marigliano, Nápoles, 20 de junio de 1891 - Milán, 9 de julio de 1951) fue una importante soprano, asociada con el repertorio italiano, especialmente verismo

## Biografía
Estudió en Nápoles con Beniamino Carelli, debutando en Roma en 1920, como mezzosoprano roles. En 1923, cambió a soprano.
Se había casado en 1912 con Lorenzo Arangi al que añadió su apellido a su nombre artístico.
Entre 1924 y 1930 cantó regularmente en el Teatro alla Scala como Elena de Mefistofele, con Arturo Toscanini siendo elegida por Nellie Melba para su gira de despedida en Australia en 1928.
Su actividad se centró preferentemente en los grandes teatros italianos de su era: Turin, Parma, Venecia, Bari, Palermo, Nápoles, Génova, Roma, Catania y otras plazas con excursiones al Liceo de Barcelona, Alejandría, El Cairo, Zúrich, Viena y Berlín.
Cosechó gran éxito en Sur América especialmente en Río de Janeiro y en el Teatro Colón (Buenos Aires) donde debutó en 1926 como Asteria en Nerone de Arrigo Boito seguida por La Gioconda, con Giacomo Lauri-Volpi, Il Trovatore y Cavalleria Rusticana alternando el papel de Santuzza y Leonora con Claudia Muzio.
Arangi-Lombardi fue especialmente conocida como La Vestale, Lucrezia Borgia, La Gioconda (opera), y Aida y fue la primera Ariadne auf Naxos en Italia.
Nunca cantó ni en Londres, Paris o Nueva York.
Se retiró en plena posesión de sus medios para enseñar en el Conservatorio de Milán donde Maria Stader fue una de sus discípulas y luego en Ankara donde fue maestra de Leyla Gencer.